# Maurice Maeterlinck
Maurice Polydore-Marie-Bernard Maeterlinck (29. srpna 1862 Gent – 6. května 1949 Nice) byl belgický (vlámský) dramatik, básník a esejista píšící francouzsky, představitel symbolismu, nositel Nobelovy ceny za literaturu za rok 1911.

## Život
Pocházel z finančně dobře zabezpečené rodiny, vystudoval práva na univerzitě v Gentu a stal se advokátem. Ale již roku 1895 se po přestěhování do Paříže svého povolání vzdal a zcela se věnoval literatuře. Jeho pocity životní osamělosti silně ovlivnily jeho básnickou prvotinu, sbírku veršů Serres chaudes (1889, Skleníky), která je plná zvláštní duševní tesknoty. Jako dramatik Maeterlinck již ve své první divadelní hře, pohádkovém dramatu La Princesse Maleine (1889, Princezna Maleina), prokázal, že mu nejde ani o kresbu charakterů, ani o konflikty vášní či o psychologicky podrobné a popisné vystižení duševních procesů, ale především o básnické a mystické (občas i s náznaky okultismu) zobrazení hrůzy, temnoty a osudovosti života a bezmocnosti člověka ve vztahu k lásce a ke smrti. Podobného rázu jsou i jeho další dramatické práce, z nichž nejznámější je Pelléas et Mélisande (1892, Pelleas a Melisanda) a L'Oiseau Bleu (1908, Modrý pták). Vedle básnických a dramatických prací jsou významné i jeho filosofické eseje, ve kterých se snažil vypořádat se s absurditou světa.
Roku 1911 mu byla udělena Nobelova cena za literaturu „… za jeho mnohostrannou literární činnost a zejména za jeho dramatické práce, které se vyznačují bohatou fantazií a poetickým idealismem a které občas v závoji pohádkové podoby odhalují hlubokou inspiraci a tajemně oslovují lidský cit a imaginaci“ (citace z odůvodnění Švédské akademie). Roku 1932 mu belgický král Albert I. udělil titul hraběte.
Během druhé světové války žil ve Spojených státech. Po jejím skončení se vrátil na svůj zámeček v Nice, který koupil roku 1930, a zde roku 1949 zemřel na srdeční záchvat.
Hlásil se k vegetariánství, svůj přístup eticky a filosoficky zdůvodnil v knize Pohřbený chrám.
Katolická církev zařadila roku 1914 veškeré Maeterlinckovy spisy (opera omnia) na Index zakázaných knih.

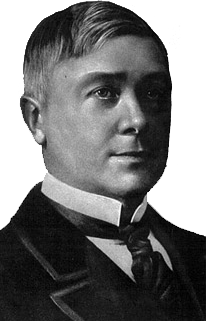
Maurice Maeterlinck

## Dílo

### Básnická tvorba
- Serres chaudes (1889, Skleníky), básnická sbírka
- Douze chansons (1896, Dvanáct písní)
- Quinze chansons (1900, Patnáct písní), rozšíření sbírky z roku 1896.

### Divadelní hry
- La Princesse Maleine (1889, Princezna Maleina), pohádkové drama
- L'Intruse (1890, Vetřelkyně)
- Les Aveugles (1890, Slepci)
- Les sept princesses (1891, Sedm princezen), loutková divadelní hra
- Pelléas et Mélisande (1892, Pelleas a Melisanda), podle této hry zkomponoval francouzský skladatel Claude Debussy roku 1902 stejnojmennou operu, roku 1903 na její téma zkomponoval skladatel 2. vídeňské školy Arnold Schoenberg symfonickou báseň
- Alladine et Palomides (1894, Aladina a Palomides), loutková divadelní hra
- Intérieur (1894, Vnitro), loutková divadelní hra
- La Mort de Tintagiles (1894, Smrt Tintagilova), loutková divadelní hra
- Aglavaine et Sélysette (1896, Aglavena a Selysetta)
- Ariane et Barbebleue (1901, Ariana a Modrovous), loutková divadelní hra, podle které zkomponoval roku 1907 francouzský skladatel Paul Dukas stejnojmennou operu
- Soeur Béatrice (1901, Sestra Beatrice (na tento text zkomponoval stejnojmennou operu řecký skladatel Dimitris Mitropoulos)
- Monna Vanna (1902), obraz duchovna moderní ženy
- Joyzelle (1903, Joyzella), pohádková divadelní hra
- L'Oiseau Bleu (1908, Modrý pták), pohádková divadelní hra, ve které autor ve snovém příběhu dvou dětí chudého drvoštěpa, které putují za modrým ptákem, zobrazuje odvěkou lidskou touhu po štěstí. Modrého ptáka, symbol tohoto štěstí, najdou až na konci pouti doma v kleci, a když ho darují sousedčinu nemocnému děvčátku, které se z radosti nad tím uzdraví, pochopí, že štěstí pramení v lásce k člověku a ve vůli zmírnit jeho utrpení. Hra byla v roce 1976 úspěšně zfilmována, šlo o první americko-sovětský hraný film
  - Hra byla uvedena v divadle Husa na provázku pod názvem Velice modrý pták; překlad Alena Morávková a Šárka Belisová, hudba: Michal Pavlíček, texty písní: Milan Uhde, režie: Vladimír Morávek, premiéra: 17. února 2007[4]
  - Toto představení bylo zpracováno v roce 2009 v Českém rozhlasu Brno jako rozhlasová dramatizace[5]

- Le bourgmestre de Stilmonde (1918, Stilmondský starosta)
- Le miracle de Saint-Antoine  (1919, Zázrak svatého Antonína), veselohra

### Eseje
- Le Trésor des Humbles (1896, Poklad pokorných)
- La sagesse et la destinée (1898, Moudrost a osud)
- La Vie des abeilles (1901, Život včel), dílo, ve kterém autor spojil filozofii se zoologií
- Le Temple Enseveli (1902, Pohřbený chrám)
- Le Double Jardin (1904, Dvojitá zahrada)
- L'Intelligence des Fleurs (1907, Inteligence květin)
- La Mort (1913, Smrt)
- Les Sentiers dans la montagne (1919, Cesty vzhůru)
- Le Grand Secret (1921, Velké tajemství)
- La vie des termites (1926, Život všekazů), jde o plagiát knihy jihoafrického přírodovědce a spisovatele Eugena Maraise Duše bílých mravenců (afrikánsky Die siel van die mier), ve kterém Maeterlinck ostudně vydával Maraisovy myšlenky za své
- La Vie des fourmis (1930, Život mravenců)
- La Grande Loi (1933, Velký zákon)
- Avant le grand silence (1934, Před velkým mlčením)
- Le sabiler (1936, Přesýpací hodiny)
- L'Autre Monde ou le Cadran stellaire (1942, Jiné lidstvo aneb Hvězdné hodiny)
- Bulles Bleus, Souvenirs Heureux (1948), posmrtně vydané paměti

## Česká vydání
- Aglavena a Selysetta, Vzdělávací bibliotéka, Praha 189?, překlad Marie Kalašová[6]
- Princezna Maleina, Jan Otto, Praha 1894, překlad Marie Kalašová[7]
- Tři básně dramatické, J. Otto, Praha 1896, překlad Marie Kalašová, obsahuje hry Vetřelkyně, Slepci a Vnitro[8]
- Probuzení duše, Sborník pro filosofii, mystiku a okkultismus, 1897
- Pelléas a Melisanda, J. Otto, Praha 1900, překlad Marie Kalašová[9]
- Moderní lyrika Francouzská. J. Otto, Praha 1902, překlad Emanuel z Lešehradu, obsahuje dvě loutková dramata Alladina a Palomid, Smrt Tintagilova — Dvě loutková dramata, J. Otto, Praha 1908, překlad Marie Kalašová
- Monna Vanna, J. Otto, Praha 1902, překlad Marie Kalašová
- Sestra Beatrice, Moderní revue, Praha 1903, překlad Marie Kalašová
- Roy, Jan Laichter, Praha 1904, překlad Václav Říha — 1912[10]
- Poklad pokorných, Stará Říše 1906, překlad Marie Kalašová[11] — Alois Srdce, Praha 1927[12]
- Sedm princezen, Vetřelkyně, Praha 1910, překlad Arnošt Procházka[13]
- Essaye, Alois Hynek, Praha 1911, překlad Josef Helm[14]
- Modrý pták, A. Hynek, Praha 1911, překlad Marie Kalašová — SNKLHU, Praha 1963, překlad Svatava Bartošová
- Pohřbený chrám, Rudolf Brož, Praha 1911, překlad Karel Šafář
- Vraždění neviňátek, in 1000 nejkrásnějších novel... č. 1, J. R. Vilímek, Praha 1911, překlad Jaroslav Vaňhara[15]
- Joyzella, Kamilla Neumannová, Praha 1913, překlad Iza Liemertová[16]
- Život včel, J. Otto, Praha 1914, překlad Marie Kalašová[17] — Alois Neubert, Praha 1928, překlad Václav Lípa
- Smrt, Jan Laichter, Praha 1917, překlad Jan Kubišta
- Moudrost a osud, Zátiší, Praha 1919, překlad Ladislav Vojtig
- Neznámý host, Volná myšlenka československá, Praha 1922, přeložil Otakar Kunstovný[18]
- Velké tajemství, Rudolf Škeřík, Praha 1922, překlad Josef Černovický
- Inteligence květin, R. Škeřík, Praha 1924, překlad Jaroslav Zaorálek[19]
- Stilmondský starosta, B. M. Klika, Praha 1926, překlad Marie Kalašová
- Zázrak svatého Antonína, B. M. Klika, Praha 1927, překlad Jaromír Nevole
- Dvojitá zahrada, A. Srdce, Praha 1928, překlad Marie Kalašová[20]
- Život všekazů, František Topič, Praha 1929, překlad E. K. Rašínová
- Život mravenců, F. Topič, Praha 1931, překlad B. Polívková[21]
- Přesýpací hodiny, F. Topič, Praha 1937, překlad Václav Renč
- Před velkým mlčením, Nakladatelské družstvo Máje, Praha 1938, překlad Svatopluk Kadlec, úvod napsal Vladimír Stupka
- Patnáct písní, Pavel Kopta, Praha 1949, překlad a kresby P. Kopta
- Ariana a Modrovous a jiná dramata, Orbis, Praha 1962, překlad Svatava Bartošová, obsahuje hry Ariana a Modrovous, Aladina a Palomides, Smrt Tintagilova a Sedm princezen